# Microrégion d'Alta Floresta

Localisation de la microrégion d'Alta Floresta

La microrégion d'Alta Floresta est l'une des huit microrégions qui subdivisent le nord de l'État du Mato Grosso au Brésil.
Elle comporte 6 municipalités qui regroupaient 26 084 habitants en 2006 pour une superficie totale de 6 930 km².

## Municipalités[1]
- Alta Floresta
- Apiacás
- Carlinda
- Nova Bandeirantes
- Nova Monte Verde
- Paranaíta